# MTV3
MTV3 – największy komercyjny nadawca telewizyjny w Finlandii, członek Europejskiej Unii Nadawców (EBU). Nazwa pochodzi od fińskiego Mainos-TV, co można przetłumaczyć jako „telewizja z reklamami” i co ma odróżniać stację od głównego konkurenta – publicznego nadawcy YLE, który utrzymuje się z dotacji rządowych. MTV3 nie ma nic wspólnego z siecią kanałów muzycznych MTV Networks, należącą do amerykańskiej grupy Viacom. Sieć ta jest wszakże obecna w Finlandii, a jej tamtejszy kanał nosi nazwę MTV Finland.

## Historia
Początki komercyjnej telewizji w Finlandii sięgają lat 50. XX wieku, kiedy to wprowadzono system dzielenia przez nadawców publicznego i komercyjnego tych samych częstotliwości (partnerem dominującym było jednak YLE). W 1986 uruchomiono pierwszy kanał działający w całości na zasadach komercyjnych. Nosił on nazwę Kolmoskanava (szerzej znany był jednak jako TV3), a jego udziałowcami były YLE, koncern Nokia oraz firma MTV, będąca spółką zależną fińskiego przedsiębiorstwa Alma Media. W 1993 Alma Media odkupiła od swoich partnerów wszystkie udziały i stała się jedynym właścicielem stacji, która wtedy też przyjęła obecną nazwę. W 2005 firma została przejęta przez szwedzki koncern Bonnier Group, którego część stanowi do dziś.

## Kanały
MTV3 jest nadawcą następujących kanałów telewizyjnych:
- MTV3 / MTV3 HD – kanał ogólnotematyczny
- Sub – kanał rozrywkowy dla młodzieży i młodych dorosłych
- AVA – kanał dla kobiet
- MTV3 MAX - kanał dla mężczyzn
- MTV3 Fakta – kanał dokumentalny
- MTV3 Leffa – kanał filmowy
- MTV3 Juniori – kanał dla dzieci
- MTV3 Sarja – kanał rozrywkowy wyspecjalizowany w programach archiwalnych
- MTV3 Komedia
- MTV3 Fakta XL
- MTV3 MAX F1 HD

Wszystkie kanały MTV3 są dostępne w przekazie satelitarnym z satelity Thor 5. Przekaz jest jednak kodowany w systemie Conax i do ich legalnego odbioru niezbędny jest dekoder panskandynawskiej platformy cyfrowej Canal Digital.